# Rectocornuspira
Rectocornuspira es un género de foraminífero bentónico de la subfamilia Cornuspirinae, de la familia Cornuspiridae, de la superfamilia Cornuspiroidea, del suborden Miliolina y del orden Miliolida. Su especie tipo es Rectocornuspira lituiformis. Su rango cronoestratigráfico abarca el Moscoviense (Carbonífero superior).

## Clasificación
Rectocornuspira incluye a las siguientes especies:
- Rectocornuspira bieleckae †
- Rectocornuspira holdenvillana †
- Rectocornuspira isachtukensis †
- Rectocornuspira kalhori †
  - Rectocornuspira kalhori var. grandis †
- Rectocornuspira lituiformis †
- Rectocornuspira regulariformis †
- Rectocornuspira reschi †
- Rectocornuspira siratchoya †
- Rectocornuspira submosquensis †

Otra especie considerada en Rectocornuspira es:
- Rectocornuspira donbassica †, de posición genérica incierta